# Wettin-Löbejün

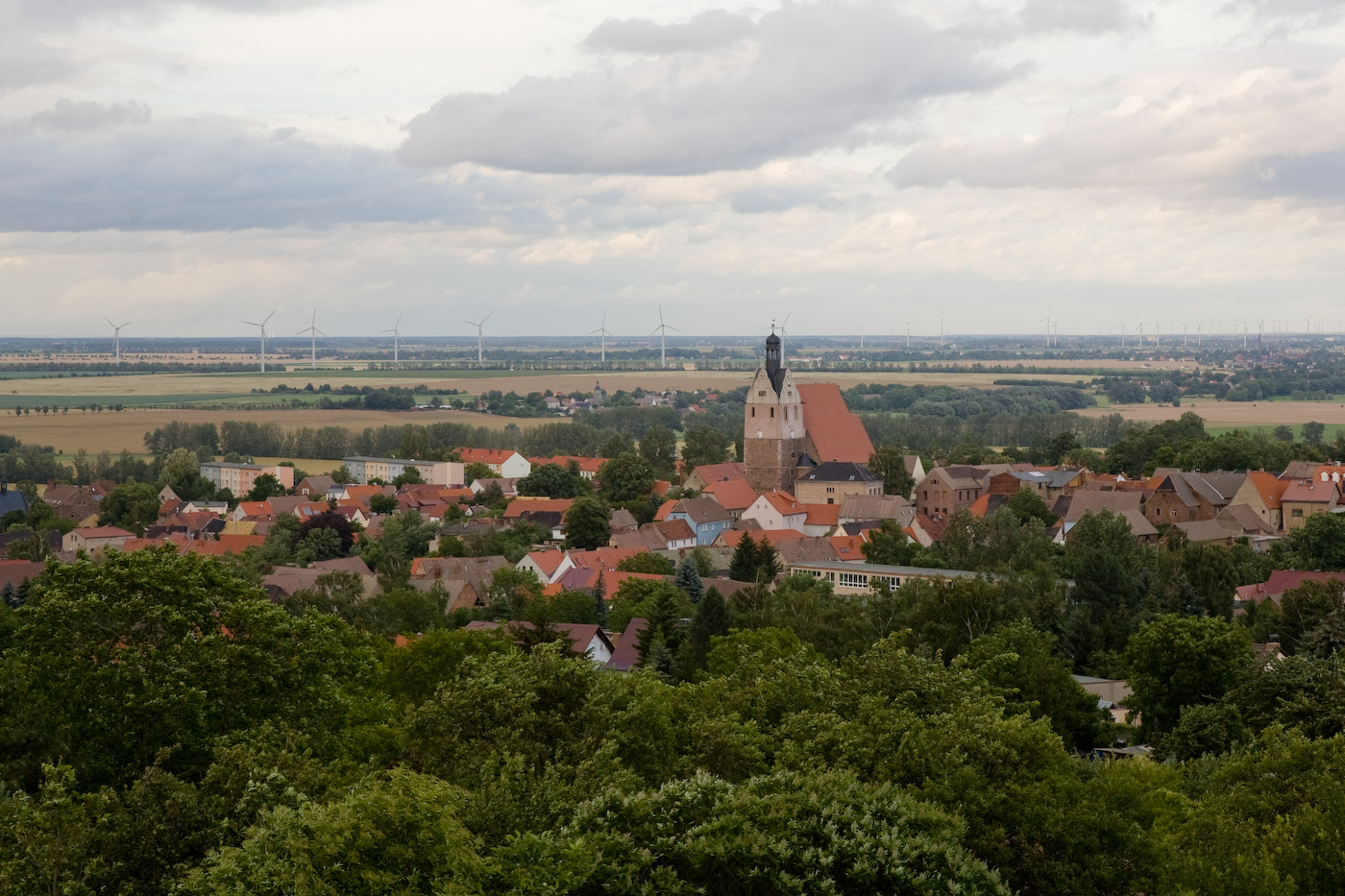
Widok na kościół

Wettin-Löbejün – miasto w Niemczech, w kraju związkowym Saksonia-Anhalt, w powiecie Saalekreis. Miasto powstało 1 stycznia 2011 z połączenia dwóch miast: Löbejün i Wettin oraz gmin: Brachwitz, Döblitz, Domnitz, Gimritz, Nauendorf, Neutz-Lettewitz, Plötz i Rothenburg.
Do 30 czerwca 2007 miasto należało do Saalkreis. Do 31 grudnia 2010 należało do wspólnoty administracyjnej Saalkreis Nord.
Miasto znane jest z wydobycia ryolitu, wapienia i węgla kamiennego.

## Geografia
Miasto położone jest ok. 15 km na północ od Halle (Saale).

## Współpraca
- Schifferstadt, Nadrenia-Palatynat – kontakty utrzymuje dzielnica Löbejün

## Osoby urodzone w Wettin-Löbejün
- Carl Loewe – niemiecki kompozytor i dyrygent